# Nova Bukovica
Nova Bukovica (srbsky Нова Буковица, maďarsky Újbakóca) je vesnice a správní středisko stejnojmenné opčiny v Chorvatsku ve Viroviticko-podrávské župě. Nachází se asi 7 km jihovýchodně od Slatiny. V roce 2011 žilo v Nové Bukovici 802 obyvatel, v celé opčině pak 1 771 obyvatel.
Součástí opčiny je celkem osm trvale obydlených vesnic. Dříve byla součástí opčiny i dříve samostatná vesnice Gornja Bukovica.
- Bjelkovac – 52 obyvatel
- Brezik – 158 obyvatel
- Bukovački Antunovac – 198 obyvatel
- Dobrović – 128 obyvatel
- Donja Bukovica – 85 obyvatel
- Gornje Viljevo – 31 obyvatel
- Miljevci – 317 obyvatel
- Nova Bukovica – 802 obyvatel

Opčinou prochází státní silnice D2 a župní silnice Ž4038 a Ž4045.